# سمارت بوك

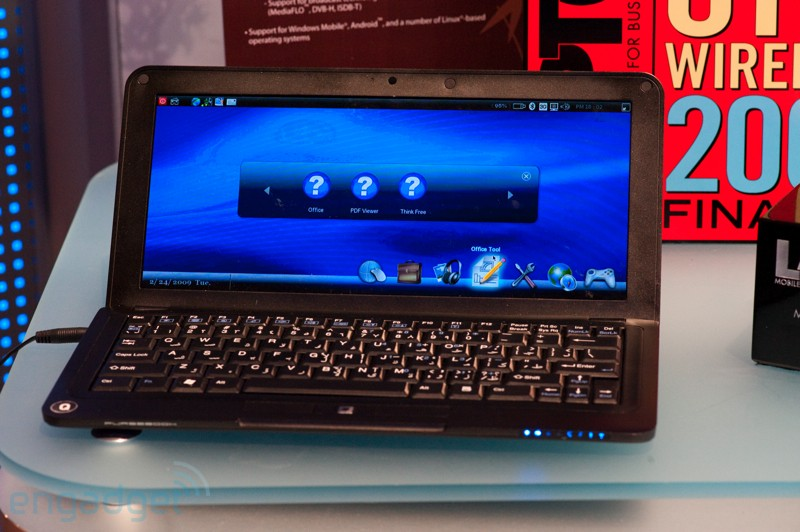
جهاز بيرس بوك وسترون، مع 1 GHz سناب دراغون (Snapdragon) وحدة المعالجة المركزية إيه أر إم (ARM CPU) (أبريل 2009م).

كان جهاز سمارت بوك فئة من فئات الأجهزة المحمولة باليد التي تجمع بين خواص الهاتف الذكي (smartphone) وجهاز الكمبيوتر نوتبوك، وقد تم الترويج لها في عامي 2009م و2010م.
وتم الإعلان عن أجهزة سمارت بوك بخصائص تميزت بها مثل الاتصال الدائم بالإنترنت (always-on)، وبطارية شحن تستمر طوال اليوم، و3 جي (3G)، أو إمكانية الاتصال عبر واي فاي (Wi-Fi)، ونظام تحديد المواقع العالمي (GPS) (التي تتوفر جميعها عادةً في الهواتف الذكية) في الحاسوب المحمول أو الأجهزة اللوحية ذات شاشات بحجم 5 إلى 10 بوصة &amp؛nbsp، ولوحة مفاتيح شاشة لمس مادية أو على الشاشة .
وقد باعت شركة ألمانية حاسبات محمولة ضمن العلامة التجارية سمارت بوك وجعلت للكلمة علامةً تجاريةً في العديد من البلدان (باستثناء بعض الأسواق الكبيرة مثل الولايات المتحدة أو الصين أو اليابان أو الهند). وقد تصرفت بهذا الشكل لاستباق الآخرين في استخدام مصطلح سمارت بوك لوصف منتجاتها.
يميل تصميم أجهزة سمارت بوك للاستخدام في أغراض الترفيه أكثر من الأغراض الإنتاجية وعادةً يتم تصميمها للعمل مع تطبيقات الإنترنت. وكان من المتوقع أن يتم بيعها بأسعار مدعومة من خلال مشغلي شبكات الهواتف النقالة (mobile network operator) مثل الهواتف المحمولة، إلى جانب خطة بيانات لاسلكية.
ولكن ظهور أجهزة الحاسوب اللوحية (tablet) الأكثر شعبية مثل آي باد حل محل أجهزة سمارت بوك بشكل كبير.

## معلومات تاريخية
ذكرت شركة كوالكوم (Qualcomm) مفهوم أجهزة سمارت بوك في مايو 2009م خلال التسويق لتقنية سنابدراغون (Snapdragon) الخاصة بها، بمنتجات كانت ستصدر في وقت لاحق من ذلك العام. ولكن صعوبات تكيف البرامج الرئيسة (ولا سيما برامج أدوبي فلاش بلاير) على بنية إيه أر إم أخرت الإصدارات حتى الربع الأول من عام 2010م.
وكان من الممكن دعم أجهزة سمارت بوك بالمعالجات التي كانت أكثر كفاءة في استخدام الطاقة من تلك التقليدية التي توجد عادة في أجهزة الكمبيوتر المكتبية والمحمولة. وأول جهاز سمارت بوك كان يتوقع له استخدام نظام التشغيل لينكس (Linux)، مثل أنظمة جوجل، أندرويد (Android) أو كروم (نظام تشغيل) (Chrome OS). يتيح معالج إيه.آر.إم (ARM) لهذه الأجهزة الوصول لبطاريات شحن تستمر أطول من العديد من الأجهزة التي تستخدم معالجات إكس 86 (x86).
وفي فبراير 2010م توقعت شركة إيه بي أي ريسرش (ABI Research) أنه سيتم شحن 193 مليون جهاز سمارت بوك في عام 2015م.
كانت عبارة سمارت بوك علامة تجارية مسجلة لشركة سمارت بوك إيه جي. وفي أغسطس 2009م حكمت محكمة ألمانية بوجوب منع كوالكوم الوصول إلى جميع صفحات الويب من ألمانيا التي تحتوي على كلمة سمارت بوك ما لم يتم ذكر سمارت بوك إيه جي. فقد دافعت سمارت بوك إيه جي عن علامتها التجارية.
وقد منع حكم صدر في فبراير 2010م شركة لينوفو (Lenovo) من استخدام هذه العبارة.